# جمالی دهلوی
حامد بن فضل‌اللّه جمالی دِهلَوی، (۸۶۲ یا ۸۴۵–۹۴۲ قمری) از پارسی‌گویان هند بود.
وی شاعر، تذکره‌نویس و از مشایخ سهروردیه در هند بود. نام‌آوری او بیشتر به خاطر نوشتن کتاب تذکره سِیر العارفین است. این تذکره زندگی‌نامه کوتاه سیزده عارف از سلسله‌های چشتیه و سهروردیه را دربردارد.
جمالی در زمان پادشاهی بهلول لودی (۸۵۵–۸۹۴ هجری) زاده شد و در زمان سکندر لودی (۸۹۴–۹۲۳ قمری) شهرت همگانی یافت.